# Zignago
Zignago' (en lígur: Zignego, localment: Zignaigu) és un comune (municipi) de la província de La Spezia, a la regió italiana de la Ligúria, situat uns 70 km a l'est de Gènova i uns 20 km al nord de La Spezia.
Zignago limita amb els següents municipis: Brugnato, Rocchetta di Vara, Sesta Godano i Zeri.

## Evolució demogràfica
| Gràfica d'evolució de Zignago entre 1861 i 2001 |
|                                                 |
| Font: ISTAT - elaboració gràfica de Viquipèdia  |